# ФК „Манчестър Юнайтед“
ФК Манчестър Юнайтед (на английски: Manchester United) е футболен клуб от град Манчестър, Англия.   
Домакинските си мачове отборът играе на стадион Олд Трафорд. Основан като футболен клуб Нютън Хийт през 1878 г., клубът променя името си на „Манчестър Юнайтед“ през 1902 г. и се премества в Олд Трафорд през 1910 година.
През 1968 г. под ръководството на сър Мат Бъзби, „Юнайтед Селски“ става първият английски футболен клуб, който печели Купата на европейските шампиони, десет години след въздушната катастрофа в Мюнхен, отнела живота на осем играчи от клуба. Сър Алекс Фъргюсън, мениджър на „Юнайтед “ в периода 1986 – 2013, е най-успешният мениджър в историята на британския футбол, със спечелени две титли в Шампионската лига на УЕФА, 13 титли на Висшата лига на Англия, едно световно клубно първенство, една суперкупа на УЕФА, една купа на носителите на купи на УЕФА, една междуконтинентална купа, пет купи на Футболната асоциация на Англия, четири купи на Футболната лига на Англия и 10 купи Къмюнити Шийлд.
„Манчестър Юнайтед “ е един от най-успешните клубове в английския футбол, след като е спечелил рекордните 20 титли (рекорд, споделен с ФК „Ливърпул“), и 12 купи на Футболната асоциация, както и четири Купи на лигата. Клубът също е спечелил три европейски купи и два пъти е бил световен клубен шампион: през 1999 г. и 2009 г. Към октомври 2013 г. по-годишен клубен коефициенти, изготвен от УЕФА, отборът заема пето място в Европа.
„Манчестър Юнайтед“ е най-широко подкрепяния футболен отбор в света и един от най-богатите. Феновете на английския отбор са около 659 милиона, това показва проучване, изготвено от Kantar през 2012 година. Клубът има стойност 2,23 милиарда щатски долара през юли 2012 г. След като се появява на Лондонската фондова борса през 1991 г., клубът е закупен от Малкълм Глейзър през май 2005, сделката е оценена на почти 800 милиона британски лири. По годишен оборот за финансовата година към сезон 2011/12 Манчестър Юнайтед е на трето място в света и на първо в Англия с оборот от 320,3 млн. британски лири.
„Манчестър Юнайтед“ е първият отбор в света, който струва повече от 3 милиарда долара (3.3 милиарда), показват изчисленията на списание „Форбс“.

## История

### 1902 – 1918
В началото на сезон 1907/1908 г. (който е и първата шампионска година на отбора) Джон Хенри Дейвис започва да планира строителството на стадион. Чрез своята пивоварна купува земя в Трафорд – град, намиращ се край Манчестър (днес квартал на града), върху която да бъде построен стадионът. Строителните работи започват през 1908 г. под наблюдението на известния архитект Арчибалд Лейч. До 1910 г. отборът завършва преместването си на новия стадион като напуска стария си дом на Банк Стрийт.
През сезон 1907/08 клубът печели титлата в Първа английска дивизия с 52 точки (при 2 точки за победа и 1 за равен), девет точки повече от втория Астън Вила. Юнайтед са и водещият отбор по брой голове в първенството с 81. Санди Търнбъл и Джордж Уол вкарват съответно 25 и 19 гола. През следващия сезон (1908/09) Манчестър Юнайтед печели ФА Къп за първи път.
Първият мач на Юнайтед на новия стадион се играе на 19 февруари 1910 г. Домакините губят с 4:3 от Ливърпул пред 80 000 зрители. Два дни преди това голямата дървена трибуна на стария стадион на Банк Стрийт бива срутена от силни ветрове.
„Червените дяволи“ печелят втората си титла на Англия в края на първия пълен сезон на Олд Трафорд – 1910/11. Отборът грабва първото място в последния мач от сезона като побеждава с 5:1 Съндърланд у дома.
Освен донеслия победата срещу Съндърланд Харолд Холс, Юнайтед притежават още един класен нападател – Енох Уест, който се превръща в основна фигура и през втория сезон на Олд Трафорд. Той бележи 19 гола по време на шампионата и помага на отбора да спечели Чарити Шийлд в мач срещу Суиндън Таун. Крайният резултат от мача е 8:4.
Въпреки тази добра серия „Червените дяволи“ не успяват да поддържат темпото и през сезон 1911/12 защитаващият титлата си отбор завършва едва на 13-о място. Секретар-мениджърът на клуба Ърнест Мангнъл решава да се прехвърли при градския съперник Манчестър Сити.
Търсенето на нов човек на поста на Мангнъл завършва с подписа на Дж. Дж. Бентли, президент на Футболната лига. Под негово ръководство Червените достигат до четвърто място в шампионата през сезон 1912/13.
Следващият сезон е период на смени и непостоянство като Чарли Робъртс и Алекс Бел са продадени съответно на Олдъм и Блекбърн Роувърс. Юнайтед завършват на 14-о място, а Уест получава наградата за голмайстор на лигата за трети пореден път.
Следващият сезон се запомня с настъпилите промени в ръководството. През декември 1914 г. ролята на секретар-мениджър се разделя за първи път. Бентли става секретар на отбора, а Джон Робсън е назначен за мениджър.
Тимът на новия мениджър е само бледа сянка на звездния отбор, спечелил купата на Англия през 1909 г. От него остават само Джордж Стейси, Били Мередит, Санди Търнбъл и Джордж Уол. Не е изненада и крайното класиране на отбора – само на точка над изпадащите.

### 1920 – 1929
След четиригодишна пауза Манчестър Юнайтед играе отново в лигата на 30 август 1919 г. поради Първата световна война. Отборът е изцяло променен в първия си мач за лигата срещу Дарби Каунти. Само двама играчи от стария тим остават при „червените дяволи“.
Били Мередит остава на Олд Трафорд, но е на прага на пенсиониране след запомняща се кариера. През сезон 1919/20 изиграва само 19 мача, а Юнайтед завършва на 12-о място в Първа Дивизия. Новият любимец на публиката Джо Спенс, завършва сезона като голмайстор на отбора с 14 попадения. През следващия сезон отново е голмайстор, но отборът продължава да не се представя добре и завършва едва на 13-о място.
Мениджърът Джон Робсън напуска клуба и е заменен от Джон Чапман, който заема старата роля на секретар-мениджър. По същото време бившият мениджър на червените Дж. Дж Бентли продължава да води Манчестър Сити, като отборът се мести на нов стадион – Мейн Роуд.
Мередит преминава в градския съперник и въпреки възрастта си се оказва важно попълнение за Сити, докато Юнайтед отпадат в първия си сезон без него, спечелвайки само 8 от 42 мача през сезон 1921/22.
Отборът на Чапман, който играе във Втора дивизия, не успява да си осигури преминаване в по-горен ешелон през сезоните 1922/23 и 1923/24, но лидерството на Франк Барсън помага на тима да завърши втори в класирането през сезон 1924/25, спечелвайки място в Първа Дивизия. Манчестър Юнайтед е изпреварен единствено от Лестър Сити и губи само 8 мача.
Добрата форма на червените се потвърждава от стабилното девето място през сезон 1925/26. Отборът на Чапман прави и страхотен рейд за купата на Англия, като отпада на полуфинал от Манчестър Сити след загуба с 3:0 на Брамъл Лейн. Сити губят финала от Болтън.
Два месеца след началото на сезон 1926/27 мениджърът на Юнайтед Джон Чапман е отстранен от поста си от футболната асоциация, като причините остават неоповестени. Крилото Кларънс Хилдич приема ролята на играещ мениджър на отбора, докато клубът търси заместник на Чапман.
Новият мениджър Хърбърт Бамлет пристига по-късно през сезона. Той е познат на феновете като съдията от четвъртфинала за купата на Англия срещу Бърнли през 1909 г. Юнайтед губи с 1:0 сред бушуваща снежна виелица. Въпреки лошото време реферът решава мача да се доиграе и „червените дяволи“ съумяват да спечелят мача, а след това и купата на страната.
Бамлет обаче няма такова положително въздействие върху отбора и като мениджър. Юнайтед започва бавно да затъва в Първа Дивизия, като финишира 15-и през сезон 1926/27 и 18-и през 1927/28. Малко подобрение се очертава през сезон 1928/29, когато червените достигат 12-о място. Джо Спенс продължава да бележи гол след гол, но дори той не може да спре постепенния залез на тима.

### 1930 – 1939
Упадъкът на отбора, започнал през 20-те години на XX век, продължава и в началото на 30-те. Юнайтед редува възход и упадък, като през сезон 1933/34 завършва на 20-о място във Втора дивизия, което е най-слабото представяне на отбора и до днес. В последния сезон на отбора преди началото на Втората световна война, Юнайтед успява да се спаси от изпадане от Първа дивизия, завършвайки на 14-о място.

### 1940 – 1949
Избухването на Втората световна война прекъсва първенството на Англия в периода 1939 – 1946 г. На 11 март 1941 г. по време на бомбардировки над град Манчестър е разрушена голяма част от стадион Олд Трафорд, включително и цялата главна южна трибуна. Временно отборът се мести на стадиона на градския си съперник Манчестър Сити. През 1945 г. начело на отбора е назначен Мат Бъзби, който дори и по време на войната започва да работи, налагайки своите новаторски виждания за управлението на футболен отбор.

### 1950 – 1957
Големият план на шотландеца Бъзби е да даде шанс на младите играчи, които под негово ръководство израстват в младежките и детските формации на отбора през втората половина на 40-те години.
Джаки Бланшфлауър и Роджър Бърн са едни от първите, които получават прозвището бебета от английската преса. В дебютната им година за червените през сезон 1951/52 Манчестър Юнайтед печели шампионата за първи път от 1911 г.
21-годишният Бърн играе голяма роля за успеха на отбора, като изиграва 24 мача и бележи 7 гола. По-късно левият бек става капитан на тима за период от четири години.
През сезон 1955/56 и 1956/57 Бърн вдига шампионската титла като капитан на отбор, пълен с млади надежди. Еди Колман, Марк Джоунс и Дейвид Пег извоюват своето място в първия тим, като преди това печелят купата на Англия за младежи в продължение на пет поредни сезона.

### 1958 – 1969
След като създава един от най-силните тимове в Англия, Мат Бъзби е принуден да започне всичко отначало. Трагедията в Мюнхен, Германия на 6 февруари 1958 г. ограбва както него, така и футбола като цяло. Самолетната катастрофа отнема живота на осем футболиста и още 15 други пътници, голяма част от които са хора от ръководството на клуба. Великият мениджър обаче не е човек, който се примирява със съдбата. Веднага след като се възстановява от нараняванията, той започва да гради нов отбор.
Денис Вайълет става един от водещите играчи в тима. През сезон 1959/60 оцелелият след трагедията играч счупва рекорда на Джак Роули, като бележи 32 гола за един сезон. Отборът като цяло завършва със 102 отбелязани гола, но допуска прекалено много (80) и завършва на 17-о място.
Вайълет не е единственият играч, който оцелява след трагедията от Мюнхен. Други като него са Бил Фоулкс и Боби Чарлтън, които също са рожба на младежките формации на тима. Ноби Стайлс минава същия път от младежкия състав до първия отбор, а Денис Лоу идва от Торино за рекордната сума от 115 000 паунда.
Формата на Юнайтед в началото на новото десетилетие не е впечатляваща, но отборът скоро започва да „набира скорост“. Червените стигат до финал за купата на Англия през сезон 1962/63 и побеждават Лестър Сити с 3:1. Два гола за успеха бележи Дейвид Хърд, а Денис Лоу добавя още един.
През следващия сезон 1963/64 играчите на Манчестър Юнайтед, вдъхновени от успеха си, започват да мислят и за титла – „червените дяволи“ завършват втори, само 4 точки след Ливърпул. Сезонът се запомня с идването на Джордж Бест – младока от Белфаст, който се превръща в първата суперзвезда на футбола. Невероятните му умения с топката, силата и техниката му го превръщат в любимец на феновете.
Манчестър Юнайтед печели първенството през 1965 и 1967 г. и Купата на Европейските шампиони през 1968 г., ставайки първият английски отбор, спечелил отличието. Мат Бъзби се оттегля от мениджърския пост през 1969 г. На негово място е назначен дотогавашният треньор на отбора на резервите – Уилф МакГинес.

### 1970 – 1979
Комбинацията от възрастни вече играчи и липсата на силен контрол над отбора стават причина МакГинес да изнемогва на поста си. Дори поставянето в трансферната листа на играчи като Денис Лоу и Шей Бренан не помага на „червените дяволи“.
МакГинес не е в състояние да се бори с многото проблеми около тима. През декември 1970 г. той е освободен от поста и сър Мат е назначен временно за мениджър, докато Юнайтед търси негов заместник. През 1971 г. на мениджърския пост е назначен Франк О'Фаръл, който заема длъжността само в продължение на година и половина. По време на неговия следовник Томи Дохърти Манчестър Юнайтед изпада във Втора дивизия.
До края на десетилетието отборът отбелязва напредък – печели място в Първа дивизия през 1975 г., достига финала за купата през 1976 г. и я печели през 1977 г. Въпреки подкрепата от страна на феновете, Дохърти е уволнен през 1977 г. след скандални разкрития за негова любовна афера със съпругата на лекаря на отбора. Неговият наследник Дейв Сакстън налага по-дефанзивна игра на отбора, което не се възприема добре от феновете.

### 1980 – 1986
Заради липсата на успехи, на мястото на Дейв Сакстън начело на отбора застава Рон Аткинсън. Интензивността на новия мениджър на трансферния пазар прави голямо впечатление. За кратък период той купува в отбора Брайън Робсън, Гордън Страхан и Марк Хюз. Отборът печели купата на Англия два пъти за три години – през 1983 и 1985 г. В началото на сезон 1985/86 Юнайтед играе много силно и натрупва преднина от десет точки на върха на Първа дивизия, но навлиза в слаба форма и на края на сезона завършва едва на четвърто място. Началото на следващата година отново е много слабо, което кара ръководителите на отбора да се разделят с Аткинсън.

### Началото на ерата Фъргюсън (1986 – 1999)
На мястото на Големия Рон е назначен шотландецът Алекс Фъргюсън, който е изградил име с успехите си в отбора на Абърдийн. Въпреки подобрената форма на отбора, около поста на Фъргюсън дълго витае несигурност заради липсата на трофеи. Сушата е прекратена през 1990 г., когато Юнайтед вдига купата на Англия. През следващата година е спечелена и европейската Купа на носителите на купи, като на финала Манчестър побеждава отбора на Барселона.
През 1992 г. Фъргюсън подписва с французина Ерик Кантона, който заедно с утвърдените вече звезди Гари Палистър, Денис Ъруин и Пол Инс и изгряващия Райън Гигс, печели първенството на Англия за първи път от 1967 г. През следващия сезон 1993/94 отборът, подсилен и от Рой Кийн, печели и първия си дубъл. Той обаче е помрачен от новината за смъртта на легендата на отбора Мат Бъзби на 20 януари 1994 г.
През следващия сезон Фъргюсън започва тотално подмладяване на отбора, продавайки някои от утвърдените играчи и налагайки младите Дейвид Бекъм, Пол Скоулс, Гари Невил, Фил Невил и Ники Бът. Отборът печели две поредни титли през сезоните 1995/96 и 1996/97 и завършвайки втори през 1997/98 г.
Сезон 1998/99 е най-успешният в историята на отбора. Манчестър Юнайтед става единственият английски отбор, успял да спечели требъл – Висшата лига, Купата на Англия и Шампионската лига в един сезон. Особено драматичен е трумфът в последния турнир, където е победен немският Байерн Мюнхен с 2:1 с голове на Теди Шерингам и Оле Гунар Солскяер в последните секунди на срещата.

### 1999 – 2013
През януари 2000 г. Манчестър Юнайтед участва в първото Световно клубно първенство на ФИФА като победител в Шампионската лига, където завършва наравно 1 – 1 срещу Некакса, губи с 1 – 3 от Вашко да Гама и печели с 2 – 0 срещу Саут Мелбърн. По този начин отборът отпада в групата си. За да участва на първенството Юнайтед се отказва от участие в турнира „ФА Къп“. Отказът да защитават титлата си в най-стария футболен турнир в света води до много критики. 
Манчестър Юнайтед започва новите десетилетие, век и хилядолетие с още успехи – три титли за пет години през сезони 1999/00, 2000/01 и 2002/03 и купа през 2003/04 г. Отборът е подмладен отново като най-впечатляващи мачове от новите футболисти в отбора правят Рууд ван Нистелрой, Рио Фърдинанд, Уейн Руни и Кристиано Роналдо. Прекъсвайки доминацията на Челси в английското първенство, Манчестър Юнайтед печели отново титлата през сезон 2006/07 — девета титла в петнайсетте проведени първенства на Висшата лига.
През следващия сезон 2007/08 Юнайтед се справя с конкуренцията на Арсенал и Челси и грабва втора поредна титла, която е и 17-а за клуба. Отборът достига финал в Шампионската лига след като в директните елиминации побеждава отборите на Олимпик Лион, АС Рома и Барселона. На финала „Червените дяволи“ се изправят срещу английския Челси. В редовното време двубоят в Москва завършва 1:1, стига се до продължения, а впоследствие и до дузпи, където Юнайтед побеждава с 6:5. „Червените дяволи“ триумфират с трета купа на шампионите в историята.
Успехите на отбора продължават и през сезон 2008/09 – за трети пореден път Юнайтед става шампион на Англия, спечелена е Световната клубна купа в Япония и Карлинг къп. През същия сезон Манчестър Юнайтед играе и своя втори пореден финал в Шампионската лига, като има възможността да стане първият отбор, защитил титлата си в сегашния формат на турнира. На финала в Рим „Червените дяволи“ срещат отбора на Барселона. Мачът завършва с резултат 2:0 в полза на испанския отбор с голове на Самюел Ето'о и Лионел Меси. Месец след това отбора напуска португалската звезда Кристиано Роналдо, който преминава в испанския Реал Мадрид за рекордните в историята на футбола 80 млн. паунда (94 млн. евро).
През 2010/11 Манчестър Юнайтед печели Английска висша лига за рекорден 19-и път, като изпреварва вечният си съперник Ливърпул по брой на титлите. Манчестър Юнайтед стига до финала на Шампионската лига, но го губи с 1:3 от ФК Барселона. На стадион Уембли за „Каталунците“ вкарват Педро Родригес, Лионел Меси и Давид Вия. Почетния гол за Юнайтед отбелязва Уейн Руни. След драматичната загуба на титлата през сезон 2011/12, спечелена от градския съперник Сити, Юнайтед печели шампионата за 20-и път на следващата година, след победа с 3 – 0 срещу Астън Вила на 22.04.2013 г., четири кръга преди края на първенството, с хеттрик на новото попълнение Робин ван Перси, чиито голове са основен фактор за титлата. На 8 май, сър Алекс Фъргюсън обявява, че се оттегля от мениджърския пост след края на сезона. На следващия ден, мениджърът на Евертън Дейвид Мойс подписва шестгодишен договор като мениджър на Юнайтед и поема отбора на 1 юли 2013 г. На 11 август 2013 Дейвид Мойс печели първия си трофей с отбора на Юнайтед. На турнира Къмюнити Шийлд червените дяволи побеждават Уигън с 2 – 0, като автор и на двете попадения е Робин ван Перси.

### След Алекс Фъргюсън
Към края на юни 2013 година сър Алекс Фъргюсън прекратява треньорската си кариера. Той посочва за негов наследник Дейвид Мойс, който дотогава е мениджър на Евертън. Мойс не успява да класира отбора за участие в Шампионска лига за следващия сезон, отпада от Шампионска лига на четвъртфинал срещу Байерн Мюнхен, губи полуфинал за Купата на лигата от Съндърланд и отпада от ФА Къп в мач от третия кръг срещу Суонзи. Договорът му е прекратен на 22 април 2014 г. За временен мениджър на Юнайтед е назначен Райън Гигс, който същевременно продължава да играе.
На 19 май 2014 г. за треньор на клуба е назначен Луис ван Гаал, който подписва тригодишен договор. Райън Гигс прекратява кариерата си на футболист и заема поста помощник-мениджър.
На 27 май 2016 г. за треньор на клуба е назначен Жозе Моуриньо на мястото на уволнения Луис ван Гаал. През лятото на 2016 г. Жозе Моуриньо подсилва отбора с нападателя Златан Ибрахимович, който идва като свободен агент от ПСЖ, атакуващия полузащитник Хенрих Мхитарян от Борусия Дортмунд, голямата звезда на Ювентус Пол Погба, който е юноша на „Червените дяволи“ и е върнат за рекордната плащана за футболист сума от 105 млн.€ (до лятото на 2017 г., когато за бразилеца Неймар са платени 222 млн.€). В дефанзивен план отборът е подсилен само от Ерик Байи.
Сезонът започва силно. Във финала на Къмюнити Шийлд през август са победени шампионите от Лестър. През февруари е взета Купата на футболната лига след победа над Саутхамптън с 3:2. Във Висшата лига отборът се представя колебливо, макар серията от мачове без загуба. Отборът завършва 6-и с 18 победи, 15 равенства и 5 загуби (54:29). Приоритет пред „Червените дяволи“ е спечелването на Лига Европа. Юнайтед стигат до финал, който печелят на 24 май 2017 г. с 2:0 срещу холандския гранд Аякс, който не оказва почти никаква съпротива. Спечелването на този турнир класира тима директно за групите на Шампионска лига.
След уволнението на Жозе Моуриньо за старши треньор на отбора на 18 декември 2018 г. е назначен Оле Гунар Солскяер до края на сезона 2018/19 г.

## Емблема и екип
Емблемата на клуба е базирана на герба на Градския съвет на Манчестър, въпреки че единственият повтарящ се елемент остава корабът с разпънати платна. Дяволът идва от прякора на отбора – „Червените дяволи“. Включен е в програмите и шаловете на Манчестър Юнайтед през 1960-те, а на емблемата се появява през 1970 г. Самата емблема дебютира на гърдите на тениските през 1971 г. (преди това е присъствала там само на финали за купата на страната).
На снимка правена на отбора на Нютон Хийт през 1892 г. се вижда, че играчите носят черно-бели тениски и сини гащета. Между 1894 и 1896 г. играчите са облечени в характерните тениски в зелено и златно. След това са наложени бели тениски и отново сини гащета. След преименуването на отбора през 1902 г., тениските стават червени в комбинация с бели гащета и черни чорапи. Именно тези цветове влизат в стандартния домакински екип на Манчестър Юнайтед и до днес. Оттогава насетне екипите не са претърпявали съществени изменения. Между 1922 и 1927 г. отборът играе с бели тениски с червена буква „V“ около врата. През 1934 г. играчите носят тениски на бяло-черешови райета. Тази конфигурация на екипите обаче просъществува едва един сезон. Премахната е още на следващия след като тимът записва най-ниското класиране в историята си – 20 място във Втора дивизия. Чорапите биват заменени с бели между 1959 и 1965 г., а след това и с червени – до 1971 г., когато отново стават черни. Към сезон 2011/12 домакинският екип на Манчестър Юнайтед е червени тениски с черно-бяло бие, бели шорти и черни чорапи..

## Състав

### Настоящ състав
Към 12 август 2025 г.

## Отличия
Манчестър Юнайтед е първият английски отбор, постигнал требъл (през 1999 г.):  Шампион на Премиършип,  ФА Къп,  Шампионска лига.
Той е и първият английски отбор, спечелил европейската купа (1968 г.). По общ брой спечелени трофеи 90-те години на XX в. са най-успешното десетилетие на Манчестър Юнайтед.
- Шампион на Английската първа дивизия (до 1992) и на Английската висша лига (след 1992) – 20 пъти
1907/1908, 1910/1911, 1951/1952, 1955/1956, 1956/1957, 1964/1965, 1966/1967, 1992/1993, 1993/1994, 1995/1996, 1996/1997, 1998/1999, 1999/2000, 2000/2001, 2002/2003, 2006/2007, 2007/2008, 2008/2009, 2010/2011, 2012/2013[18]
- Втора английска дивизия – 2 пъти
1935/1936, 1974/1975
- ФА Къп – 13 пъти
1908/1909, 1947/1948, 1962/1963, 1976/1977, 1982/1983, 1984/1985, 1989/1990, 1993/1994, 1995/1996, 1998/1999, 2003/2004, 2015/2016, 2023/2024
- EFL Купа на лигата – 6 пъти
1991/1992, 2005/2006, 2008/2009, 2009/2010, 2016/2017, 2022/2023 [18]
- Къмюнити Шийлд – 21 пъти (рекорд)
1908, 1911, 1952, 1956, 1957, 1965*, 1967*, 1977*, 1983, 1990*, 1993, 1994, 1996, 1997, 2003, 2007, 2008, 2010, 2011, 2013, 2016 [18]
- Купа на Европейските шампиони (Шампионска лига) – 3 пъти
1967/1968, 1998/1999, 2007/2008[18]
- Купа на носителите на купи – 1 път
1990/1991[18]
- Суперкупа на УЕФА – 1 път
1991[18]
- Междуконтинентална купа – 2 пъти
1999, 2008[18]
- Лига Европа – 1 път
2016/2017

### Младежки отбор
- Носители на Купата на ФА за младежи – 11 пъти: 1953, 1954, 1955, 1956, 1957, 1964, 1992, 1995, 2003, 2011, 2022

### Носители наЗлатната топка
Четирима футболисти са ставали носители на Златната топка, докато са били в отбора:
- Денис Лоу – 1964
- Боби Чарлтън – 1966
- Джордж Бест – 1968
- Кристиано Роналдо – 2008

### Носители наЗлатната обувка
- Кристиано Роналдо – 2008, 31 гола.

### Носители на Златна обувка Barclays – Английска висша лига
- Денис Вайълет – 1960, 32 гола
- Джордж Бест – 1968, 28 гола
- Дуайт Йорк – 1999, 18 гола.
- Рууд ван Нистелрой – 2003, 25 гола.
- Кристиано Роналдо – 2008, 31 гола.
- Димитър Бербатов – 2011, 20 гола
- Робин ван Перси – 2013, 26 гола.

### Най-много участия за отбора
- 963 –  Райън Гигс (1990 – 2014)
- 758 –  Боби Чарлтън (1956 – 1973)
- 718 –  Пол Скоулс (1994 – 2013)
- 688 –  Бил Фоулкс (1952 – 1970)
- 602 –  Гари Невил (1992 – 2011)
- 559 –  Уейн Руни (2004 – 2017)
- 545 –  Давид де Хеа (2011 – 2023)
- 539 –  Алекс Степни (1966 – 1978)
- 535 –  Тони Дън (1960 – 1973)
- 529 –  Денис Ъруин (1990 – 2002)
- 510 –  Джо Спенс (1919 – 1933)
- 485 –  Артър Албистън (1974 – 1988)
- 480 –  Рой Кийн (1993 – 2006)
- 471 –  Брайън МакКлеър (1987 – 1998)
- 470 –  Джордж Бест (1963 – 1974)
- 467 –  Марк Хюз (1983 – 1986/1988 – 1995)
- 461 –  Брайън Робсън (1981 – 1994)
- 461 –  Майкъл Карик (2006 – 2018)
- 455 –  Рио Фърдинанд (2002 – 2014)
- 437 –  Гари Палистър (1989 – 1998)
- 426 –  Маркъс Рашфорд (2015 – )
- 424 –  Джак Роули (1937 – 1955)
- 414 –  Стив Брус (1987 – 1996)
- 404 –  Денис Лоу (1962 – 1973)
- 398 –  Петер Шмайхел (1991 – 1999)
- 395 –  Ноби Стайлс (1960 – 1971)
- 394 –  Дейвид Бекъм (1992 – 2003)
- 393 –  Джон О'Шей (1999 – 2011)
- 387 –  Ники Бът (1992 – 2004)
- 386 –  Фил Невил (1994 – 2005)
- 379 –  Патрис Евра (2005 – 2014)
- 366 –  Оле Гунар Солскяер (1996 – 2007)
- 362 –  Уес Браун (1996 – 2011)
- 361 –  Микаел Силвестър (1999 – 2008)
- 343 –  Стан Пиърсън (1937 – 1954)
- 342 –  Дарън Флетчър (2003 – 2015)
- 323 –  Крис Смолинг (2010 – 2020)
- 317 –  Антони Марсиал (2015 – 2024)
- 315 –  Антонио Валенсия (2009 – 2019)
- 311 –  Кристиано Роналдо (2003 – 2009/2021 – 2022)
- 310 –  Фред Еренц (1892 – 1902)
- 309 –  Алекс Бел (1903 – 1913)
- 300 –  Неманя Видич (2005 – 2014)
- 293 –  Денис Вайълет (1952 – 1962)
- 285 –  Хуан Мата (2014 – 2022)
- 281 –  Пол Инс (1989 – 1996)
- 280 –  Роджър Бърн (1951 – 1958)
- 275 –  Анди Коул (1994 – 2002)
- 274 –  Норман Уайтсайд (1981 – 1988)
- 266 –  Едвин ван дер Сар (2005 – 2011)
- 265 –  Дейвид Хърд (1961 – 1968)
- 263 –  Лий Шарп (1988 – 1996)
- 261 –  Ашли Йънг (2011 – 2021)
- 247 –  Санди Търнбул (1907 – 1915)
- 240 –  Джони Еванс (2007 – 2015/2023 – )
- 233 –  Пол Погба (2011 – 2012/2016 – 2022)
- 230 –  Нани (2007 – 2015)
- 229 –  Фил Джоунс (2011 – 2023)
- 219 –  Рууд ван Нистелрой (2001 – 2006)
- 205 –  Парк Джи-сун (2005 – 2012)
- 201 –  Гордън Страхан (1984 – 1989)
- 199 –  Пол МакГрат (1982 – 1989)
- 191 –  Алекс Дауни (1902 – 1909)
- 191 –  Томи Тейлър (1952 – 1958)
- 190 –  Неманя Матич (2017 – 2022)
- 185 –  Ерик Кантона (1992 – 1997)
- 182 –  Бил МаКай (1934 – 1940)
- 174 –  Джо Касиди (1893, 1895 – 1900)
- 170 –  Рафаел да Силва (2008 – 2015)
- 161 –  Андрей Канчелскис (1990 – 1995)
- 157 –  Джеймс МакНаут (1893 – 1898)
- 157 –  Хавиер Ернандес (2010 – 2015)
- 153 –  Теди Шерингам (1997 – 2001)
- 153 –  Артър Лохте (1921 – 1925)
- 151 –  Андер Ерера (2014 – 2019)
- 149 –  Димитър Бербатов (2008 – 2012)

* В класацията намират място избрани играчи с минимум 149 мача за отбора.
* Информацията е актуална към 26 декември 2024 г.

### Най-много голове за отбора*
- 253 –  Уейн Руни (2004 – 2017)
- 249 –  Боби Чарлтън (1956 – 1973)
- 237 –  Денис Лоу (1962 – 1973)
- 211 –  Джак Роули (1937 – 1955)
- 179 –  Денис Вайълет (1952 – 1962)
- 179 –  Джордж Бест (1963 – 1974)
- 168 –  Райън Гигс (1990 – 2014)
- 168 –  Джо Спенс (1919 – 1933)
- 163 –  Марк Хюз (1983 – 1986; 1988 – 1995)
- 155 –  Пол Скоулс (1994 – 2013)
- 150 –  Рууд ван Нистелрой (2001 – 2006)
- 148 –  Стан Пиърсън (1937 – 1954)
- 145 –  Дейвид Хърд (1961 – 1968)
- 143 –  Кристиано Роналдо (2003 – 2009/2021 – 2022)
- 138 –  Маркъс Рашфорд (2015 – )
- 131 –  Томи Тейлър (1952 – 1958)
- 127 –  Брайън МакКлеър (1987 – 1998)
- 126 –  Оле Гунар Солскяер (1996 – 2007)
- 121 –  Анди Коул (1994 – 2002)
- 99 –  Брайън Робсън (1981 – 1994)
- 85 –  Дейвид Бекъм (1992 – 2003)
- 82 –  Ерик Кантона (1992 – 1997)
- 67 –  Норман Уайтсайд (1981 – 1988)
- 59 –  Хавиер Ернандес (2010 – 2015)
- 58 –  Робин ван Перси (2012 – 2015)
- 56 –  Димитър Бербатов (2008 – 2012)
- 53 –  Бруно Фернандеш (2020 – )
- 51 –  Рой Кийн (1993 – 2006)
- 51 –  Хуан Мата (2014 – 2022)
- 46 –  Теди Шерингам (1997 – 2001)
- 38 –  Пол Погба (2011 – 2012/2016 – 2022)

* Информацията е актуална към 26 декември 2024 г.

### Трансферни рекорди на отбора
- 1.  Пол Погба (£105.000.000 от Ювентус) – 2016 г.
- 2.  Антони (£95.000.000 от Аякс) – 2022 г.
- 3.  Хари Магуайър (£87.000.000 от Лестър Сити) – 2019 г.
- 4.  Джейдън Санчо (£85.000.000 от Борусия Дортмунд ) – 2021 г.
- 5.  Ромелу Лукаку (£84.700.000 от Евертън) – 2017 г.
- 6.  Анхел Ди Мария (£59.700.000 от Реал Мадрид) – 2014 г.
- 7.  Каземиро (£70.700.000 от Реал Мадрид) – 2022 г.
- 8.  Бруно Фернандеш (£65.000.000 от Спортинг Лисабон) – 2020 г.
- 9.  Мейсън Маунт (£64.000.000 от Челси) – 2023 г.
- 10.  Антони Марсиал (£60.000.000 от Монако) – 2015 г.

* Класация Топ10. Информацията е актуална към 6 юли 2023 г. 

### Други персонални рекорди
- Едвин ван дер Сар – вратарят с най-дълъг период без допуснат гол във Висшата лига от общо 1311 минути (15 ноември 2008 – 4 март 2009 г.)
- Сър Алекс Фъргюсън – е най-успешният треньор в историята на английския футбол, спечелил 38 трофея с Манчестър Юнайтед, в периода от 6 ноември 1986 до 19 май 2013 година – една епоха продължила 9691 дни:
  - 13 шампионски титли на Английската висша лига,
  - 5 Купи на Англия,
  - 10 Суперкупи на Англия
  - 4 Купи на футболната лига,
  - 2 Шампионски лиги на УЕФА,
  - 1 Купа на носителите на европейски национални купи,
  - 1 Суперкупа на УЕФА,
  - 1 Междуконтинентална купа по футбол,
  - 1 Световно клубно първенство на ФИФА

### Любопитни рекорди
- Най-голяма победа в мач за шампионата: 10:1 – Улвърхямптън, 15 октомври 1892
- Най-голяма победа в Английската висша лига: 9:0 – Ипсуич, 4 март 1995
- Най-голяма победа в Евротурнирите: 10:0 – ФК Андерлехт, КНК, 26 септември 1956
- Най-голяма победа на чужд терен: 8:1 – Нотингам Форест, февруари 1999
- Най-голяма загуба в мач за Купа: 1:7 – Бърнли, ФА Къп, 13 февруари 1901
- Най-голяма загуба в дербито на Англия:7:0 - ФК Ливърпул,5 март 2023
- Най-голям брой изиграни мачове: 963 Райън Гигс
- Най-голям брой вкарани голове: 253 Уейн Рууни
- Най-голям брой вкарани голове за шампионата: 199 Боби Чарлтън (1956 – 1973)
- Най-голям брой вкарани голове за един сезон: 46 Денис Лоу (1963/64)
- Най-голям брой вкарани голове за един мач: 6 Джордж Бест – Нортхямптън, 7 февруари 1970
- Най-голям брой участия в национален отбор: 130 Eдвин ван Дер Сар – Холандия
- Най-голяма посещаемост на мач за шампионата: 75 603 – Куинс Парк Рейнджърс, Олд Трафорд 24 ноември 2012
- Най-голяма посещаемост на Олд Трафорд: 76 962, Улвърхямптън – Гримзби, полуфинал за ФА Къп, 25 март 1939
- Най-голям брой последователни мачове без поражение: 45 (всички мачове), от 24 декември 1998 до 3 октомври 1999
- Най-голям брой вкарани голове за един сезон от тима: 103 1956/57, 1958/59

## Треньори
Старши треньори, с които клубът е спечелил официални вътрешни и международни турнири и купи: 
- Сър Алекс Фергюсън (1986 – 2013) – 38
- Сър Мат Бъзби (1945 – 1969) – 13
- Ернест Мангъл (1903 – 1912) – 5
- Жозе Моуриньо (2016 – 2018) – 3
- Рон Аткинсън (1981 – 1986) – 3
- Томи Дохерти (1972 – 1977) – 1
- Луис ван Гаал (2014 – 2016) – 1
- Дейв Секстон (1977 – 1981) – 1
- Дейвид Мойс (2013 – 2014) – 1
- Ерик тен Хаг (2022 – 2024) – 1

До 1 март 2019 г. клубът е спечелил общо 66 купи, от които повече от половината с Алекс Фергюсън.
- Мат Бъзби
- Ернест Мангъл
- Жозе Моуриньо
- Рон Аткинсън

## Български футболисти
- Димитър Бербатов: 2008/12 - (108 мача - 48 гола)